# العلاقات الإثيوبية البنمية
العلاقات الإثيوبية البنمية هي العلاقات الثنائية التي تجمع بين إثيوبيا وبنما.

## مقارنة بين البلدين
هذه مقارنة عامة ومرجعية للدولتين:
| وجه المقارنة                                              | إثيوبيا                        | بنما                      |
| --------------------------------------------------------- | ------------------------------ | ------------------------- |
| المساحة (كم2)                                             | 1.10 مليون                     | 74.18 ألف                 |
| عدد السكان (نسمة)                                         | 104.96 مليون                   | 4.10 مليون                |
| الكثافة السكانية (ن./كم²)                                 | 95.42                          | 55.27                     |
| العاصمة                                                   | أديس أبابا                     | بنما                      |
| اللغة الرسمية                                             | اللغة الأمهرية                 | اللغة الإسبانية           |
| العملة                                                    | بير إثيوبي                     | بالبوا بنمي، دولار أمريكي |
| الناتج المحلي الإجمالي (بليون دولار)                      | 80.56 مليار                    | 61.84 مليار               |
| الناتج المحلي الإجمالي (تعادل القوة الشرائية) بليون دولار | 161.90 مليار                   | 87.37 مليار               |
| الناتج المحلي الإجمالي الاسمي للفرد دولار أمريكي          | 619                            | 13.27 ألف                 |
| الناتج المحلي الإجمالي للفرد دولار أمريكي                 | 1.50 ألف                       | 20.89 ألف                 |
| مؤشر التنمية البشرية                                      | 0.442                          | 0.780                     |
| رمز المكالمات الدولي                                      | +251                           | +507                      |
| رمز الإنترنت                                              | .et                            | .pa                       |
| المنطقة الزمنية                                           | ت ع م+03:00، توقيت شرق أفريقيا | 00                        |

## منظمات دولية مشتركة
يشترك البلدان في عضوية مجموعة من المنظمات الدولية، منها:
| علم المنظمة | اسم المنظمة                        | تاريخ انضمام إثيوبيا | تاريخ انضمام بنما |
| ----------- | ---------------------------------- | -------------------- | ----------------- |
|             | الاتحاد البريدي العالمي            | ?                    | ?                 |
|             | مؤسسة التنمية الدولية              | 11 أبريل 1961        | 1 سبتمبر 1961     |
|             | منظمة حظر الأسلحة الكيميائية       | ?                    | ?                 |
|             | الأمم المتحدة                      | 13 نوفمبر 1945       | 13 نوفمبر 1945    |
|             | وكالة ضمان الاستثمار متعدد الأطراف | 13 أغسطس 1991        | 21 فبراير 1997    |
|             | منظمة الشرطة الجنائية الدولية      | ?                    | ?                 |
|             | مؤسسة التمويل الدولية              | 20 يوليو 1956        | 20 يوليو 1956     |
|             | البنك الدولي للإنشاء والتعمير      | 27 ديسمبر 1945       | 14 مارس 1946      |
|             | الاتحاد الدولي للاتصالات           | 20 فبراير 1932       | 14 يوليو 1914     |
|             | الفريق المعني برصد الأرض           | ?                    | ?                 |
|             | يونسكو                             | 1 يوليو 1955         | 10 يناير 1950     |

## وصلات خارجية
- موقع وزارة الخارجية الإثيوبية
- موقع وزارة الخارجية البنمية